# モンテビデオ
モンテビデオ（スペイン語: Montevideo [monteβiˈðe.o]）は、ウルグアイの首都。モンテビデオ県の県都でもある。メルコスールの事務局が置かれている。同国南部、ラ・プラタ川の河口左岸に位置する最大の都市で、2011年の人口は約130万人である。ウルグアイ最大の貿易港を有し、温暖な気候で知られる。
ポシートス、ブセオ、マルビン、プラシャ・デ・ロス・イングレセス（イギリス人の砂浜）、プラシャ・ベルデ（緑の砂浜）、プンタ・ゴルダ（太い岬）、カラスコなどの美しいビーチがあり、その他にも観光地として多くの記念碑や博物館、歴史的建造物や通りがある。マーサー・ヒューマンリソースコンサルティングによると、ラテンアメリカで最も生活の質が高い都市とされている（これにブエノスアイレスとサンティアゴが続く）。

## 歴史

### 地名の由来
由来には諸説あるが、いずれの説もスペイン語で山を意味する「モンテ」がモンテビデオ湾の西岸にそびえるフォルタレーザ・デル・セロを指すことについては共通している。しかし、ビデオの語源をめぐっては、以下のように複数の説がある。
- Monte Ovidio説 - フォルタレーザ・デル・セロは当初「聖オヴィディオ山（Monte Ovidio）」と命名されたとする説。市の観光案内では、これが採用されている[6]。
- Monte vide eu説 - フェルディナンド・マゼランの艦隊がこの土地を見つけた際、ポルトガル語で「Monte vide eu（我、山を見たり）」と述べたとする説。
- Monte VI De Este a Oeste説 - スペイン人がこの土地を地図に記す際に「Monte VI De Este a Oeste（東から西に向けて六番目の山）」と記し、それの頭文字が略されたとする説。

### 初期の歴史

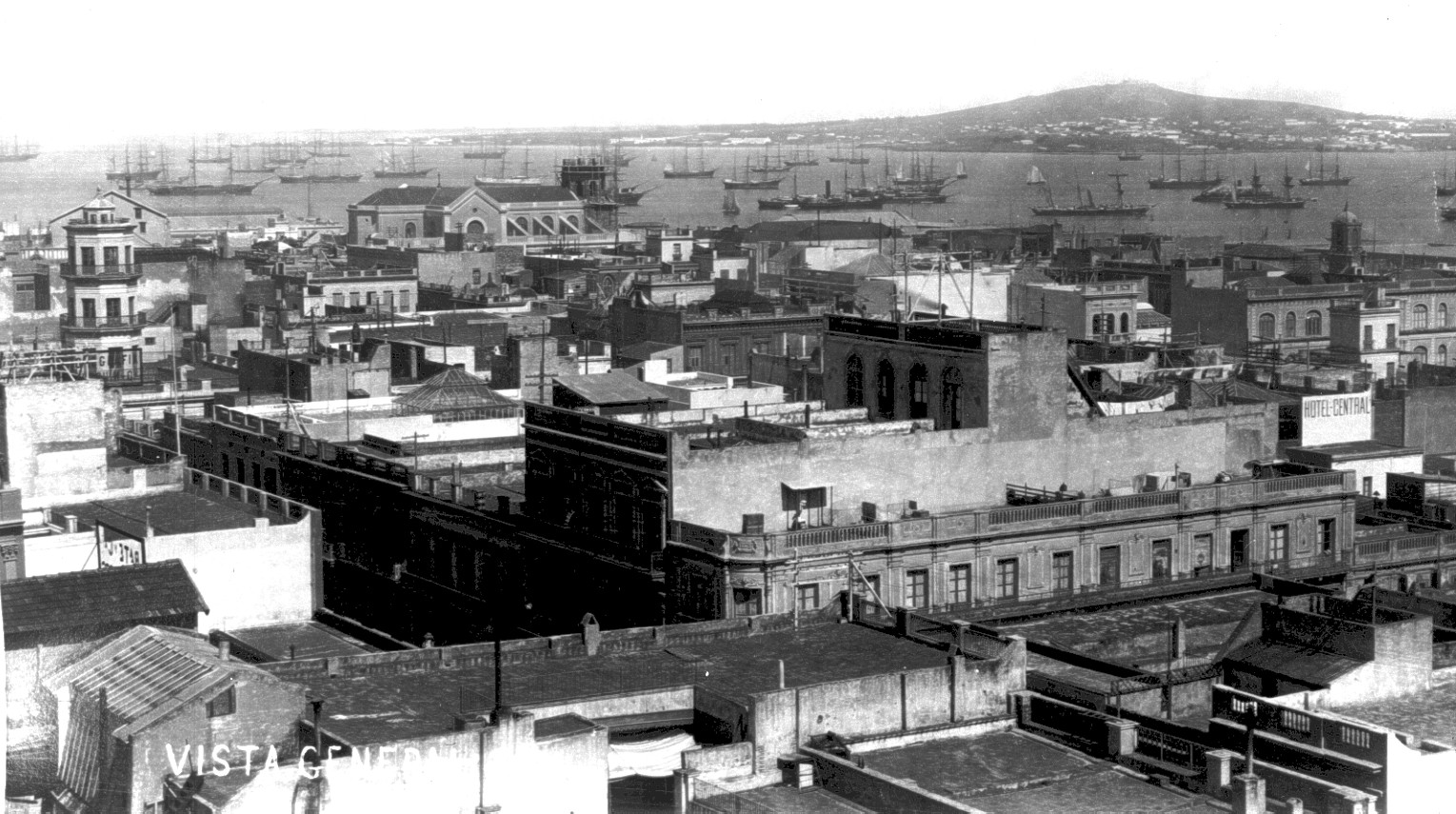
モンビデオの丘からみた市街地（1865年）

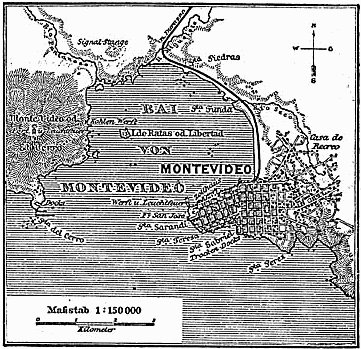
1888年のモンテビデオ

1516年にフアン・ディアス・デ・ソリスがここを訪れたが、チャルーア族に殺害された。1624年に、現在のモンテビデオの地にグアラニー族を対象とするイエズス会伝道所が建設された。
その後、1680年にポルトガル人が、今のモンテビデオの西にコロニア・デル・サクラメントを建設する。その後、スペイン人はトルデシリャス条約を持ち出してポルトガル人と戦い、1720年にサンホセ要塞が建設された。1726年に、ブエノスアイレス総督のブルーノ・マウリシオ・デ・サバーラがサンホセ要塞を拡大して、都市サン・フェリペ・イ・サンティアゴ・デ・モンテビデオ（San Felipe y Santiago de Montevideo）を建設する。これが現在のモンテビデオ市の基礎となった。
1828年にウルグアイが独立すると、その首都となった。
1832年7月26日から8月19日まで、チャールズ・ダーウィンの乗ったイギリス海軍のビーグル号が投錨した。ダーウィンはここを拠点にして、モンテビデオ一帯の調査旅行を行っている。彼はバイア・ブランカ（アルゼンチン）に近いプンタ・プラタで、巨大な化石貧歯類メガテリウムの、歯の一本ついた顎骨を発見した。ビーグル号は第1回の測量調査を終えて1832年11月14日から27日までの間、2回目の停泊をしている。この間にダーウィンは、チャールズ・ライエルの『地質学原理』第2巻を受け取っている。
19世紀から20世紀のはじめまで、モンテビデオはアルゼンチンとブラジルの影響を回避するためにイギリスの強力な影響下で発展し、1869年には内陸に向かう鉄道が開通した。

### 20世紀以降

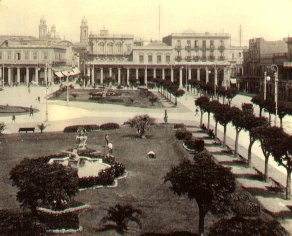
独立広場（1900年）

1860年に5万7913人だった人口は、多くの移民を迎えて、1884年には10万4472人になった。移民の大半はスペインとイタリアの出身者であったが、中欧からも多くの移民を受け入れた。1930年にはFIFAワールドカップが開催され、初代優勝国の栄冠を勝ち取った。
第二次世界大戦初頭の1939年12月13日、プンタ・デル・エステ沖に現れたドイツ海軍のポケット戦艦アドミラル・グラーフ・シュペーをイギリス海軍が追撃し、ラプラタ沖海戦が起きた。海戦の後、艦長のハンス・ラングスドルフ大佐はモンテビデオ港に退避した。この間にウルグアイの中立を巡るドイツ・イギリス・ウルグアイの外交戦が繰り広げられ、この町は一躍世界的に有名になった。ウルグアイは英寄りの中立を貫き、グラーフ・シュペーに72時間以内の退去を通告、その直後12月17日、モンテビデオ港外で同艦は自沈した。
1950年代には人口が90万人近くに達したが、その頃から経済停滞に苦しみ、さらに軍事政権（1973-85年）下の混乱の影響もあって街は衰退し、その後遺症は現在まで続いている。多くの貧しい地方出身者が都市に溢れ、特に旧市街に集中した。2002年にはブラジル、アルゼンチンから波及した経済危機により貨幣価値が下落、物価が高騰した。
2004年には135万人近い人口を数え、大モンテビデオ都市圏を含めると180万人になる。近年の経済回復と隣国との強力な貿易上の結びつきによって、ウルグアイの農業は発展してきており、将来の繁栄が望まれている。

## 地理
ラプラタ川が大西洋に流れ込む河口部の左岸に位置する。

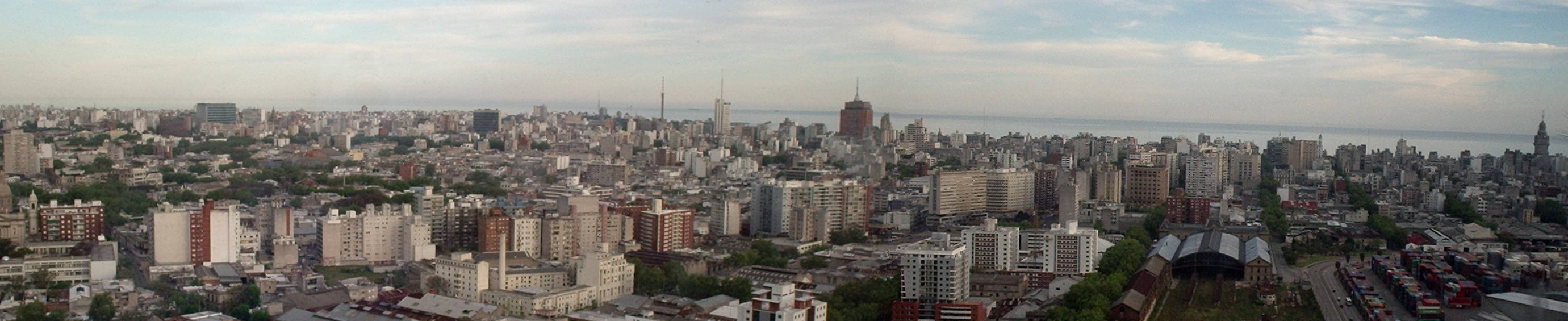
テレコムニカシオネス塔から見たモンテビデオ

### 気候
温暖湿潤気候に属し、一年を通して降水がある。
| モンテビデオ (1961–1990)の気候                                                                                       | モンテビデオ (1961–1990)の気候 | モンテビデオ (1961–1990)の気候 | モンテビデオ (1961–1990)の気候 | モンテビデオ (1961–1990)の気候 | モンテビデオ (1961–1990)の気候 | モンテビデオ (1961–1990)の気候 | モンテビデオ (1961–1990)の気候 | モンテビデオ (1961–1990)の気候 | モンテビデオ (1961–1990)の気候 | モンテビデオ (1961–1990)の気候 | モンテビデオ (1961–1990)の気候 | モンテビデオ (1961–1990)の気候 | モンテビデオ (1961–1990)の気候 |
| 月 | 1月                            | 2月                            | 3月                            | 4月                            | 5月                            | 6月                            | 7月                            | 8月                            | 9月                            | 10月                           | 11月                           | 12月                           | 年                             |
| --- | ------------------------------ | ------------------------------ | ------------------------------ | ------------------------------ | ------------------------------ | ------------------------------ | ------------------------------ | ------------------------------ | ------------------------------ | ------------------------------ | ------------------------------ | ------------------------------ | ------------------------------ |
| 最高気温記録 °C （°F）                                                                                               | 42.8 (109)                     | 40.3 (104.5)                   | 38.4 (101.1)                   | 36.7 (98.1)                    | 32.0 (89.6)                    | 27.4 (81.3)                    | 29.8 (85.6)                    | 30.8 (87.4)                    | 32.0 (89.6)                    | 35.8 (96.4)                    | 38.2 (100.8)                   | 40.8 (105.4)                   | 42.8 (109)                     |
| 平均最高気温 °C （°F）                                                                                               | 28.4 (83.1)                    | 27.5 (81.5)                    | 25.5 (77.9)                    | 22.0 (71.6)                    | 18.6 (65.5)                    | 15.1 (59.2)                    | 15.0 (59)                      | 16.2 (61.2)                    | 18.0 (64.4)                    | 20.5 (68.9)                    | 23.7 (74.7)                    | 26.5 (79.7)                    | 21.4 (70.5)                    |
| 日平均気温 °C （°F）                                                                                                 | 23.0 (73.4)                    | 22.5 (72.5)                    | 20.6 (69.1)                    | 17.2 (63)                      | 14.0 (57.2)                    | 11.1 (52)                      | 10.9 (51.6)                    | 11.7 (53.1)                    | 13.4 (56.1)                    | 16.0 (60.8)                    | 18.6 (65.5)                    | 21.3 (70.3)                    | 16.7 (62.1)                    |
| 平均最低気温 °C （°F）                                                                                               | 18.0 (64.4)                    | 17.9 (64.2)                    | 16.2 (61.2)                    | 12.9 (55.2)                    | 10.2 (50.4)                    | 7.7 (45.9)                     | 7.2 (45)                       | 7.8 (46)                       | 9.1 (48.4)                     | 11.5 (52.7)                    | 14.2 (57.6)                    | 16.3 (61.3)                    | 12.4 (54.3)                    |
| 最低気温記録 °C （°F）                                                                                               | 6.0 (42.8)                     | 6.8 (44.2)                     | 3.8 (38.8)                     | 1.3 (34.3)                     | −2.0 (28.4)                    | −5.6 (21.9)                    | −5.0 (23)                      | −3.8 (25.2)                    | −2.4 (27.7)                    | −1.5 (29.3)                    | 2.5 (36.5)                     | 5.0 (41)                       | −5.6 (21.9)                    |
| 降水量 mm （inch）                                                                                                   | 86.8 (3.417)                   | 101.5 (3.996)                  | 104.6 (4.118)                  | 85.5 (3.366)                   | 89.0 (3.504)                   | 83.1 (3.272)                   | 86.4 (3.402)                   | 88.2 (3.472)                   | 93.9 (3.697)                   | 108.5 (4.272)                  | 89.3 (3.516)                   | 84.4 (3.323)                   | 1,101.2 (43.354)               |
| 平均降水日数 （≥1.0 mm）                                                                                             | 6                              | 7                              | 6                              | 6                              | 6                              | 7                              | 7                              | 6                              | 6                              | 7                              | 7                              | 6                              | 77                             |
| % 湿度 | 68                             | 69                             | 73                             | 75                             | 78                             | 82                             | 80                             | 77                             | 74                             | 71                             | 71                             | 67                             | 74                             |
| 平均月間日照時間 | 294.9                          | 230.6                          | 222.8                          | 179.6                          | 164.2                          | 129.7                          | 139.7                          | 164.4                          | 182.3                          | 239.0                          | 248.9                          | 285.3                          | 2,481.4                        |
| 出典：Dirección Nacional de Meteorología (extremes 1901–1994) World Meteorological Organization (precipitation data) |                                |                                |                                |                                |                                |                                |                                |                                |                                |                                |                                |                                |                                |

## 区域
市街は下記の地区に分かれる。

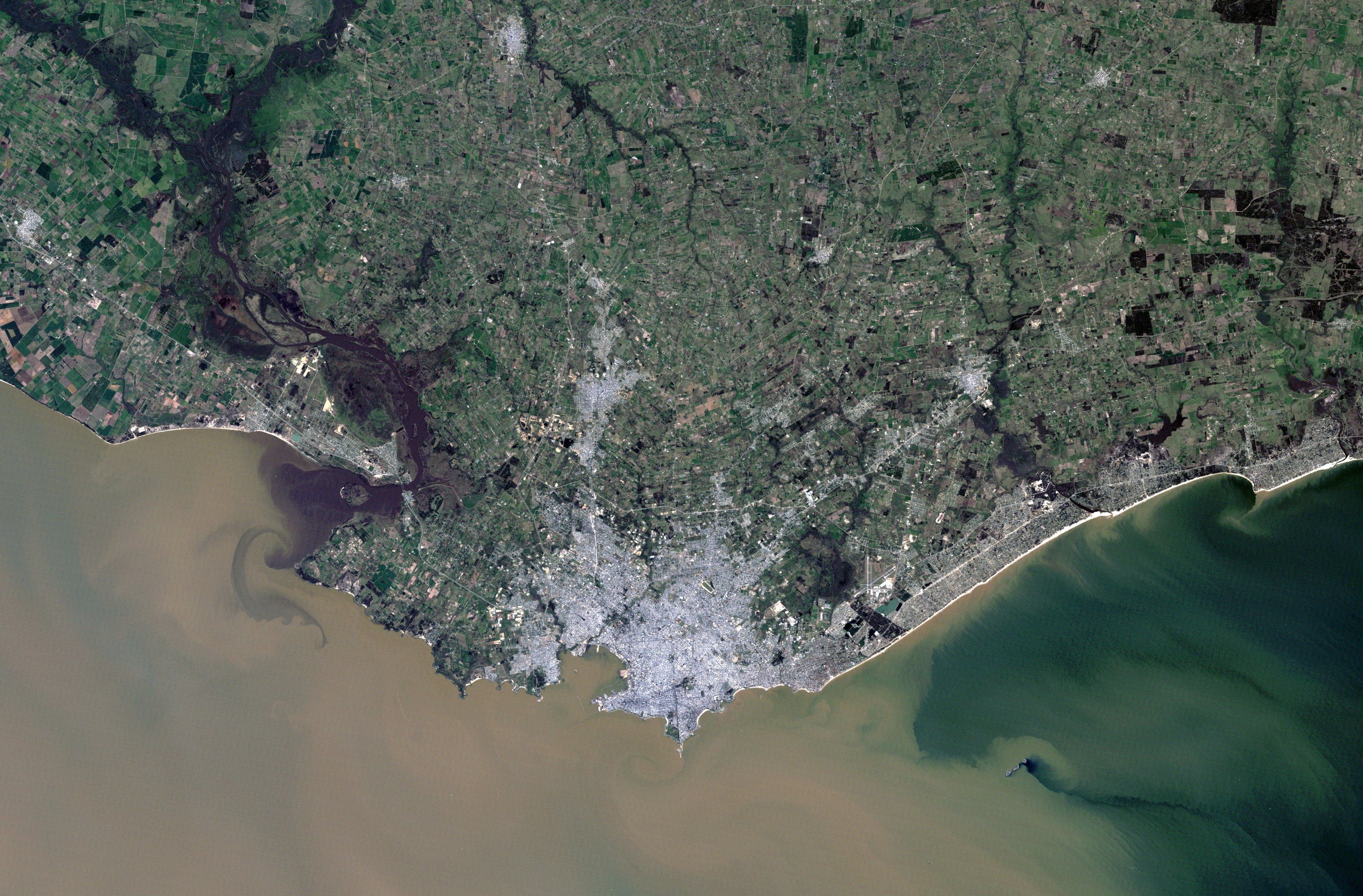
モンテビデオ周辺のランドサット写真

| 1. 旧市街 Ciudad Vieja 2. セントロ Centro 3. バリオ・スール Barrio Sur（南地区） 4. ラ・アグアダ La Aguada 5. ビジャ・ムニョス es:Villa Muñoz, Goes 6. コルドン Cordón 7. パレルモ Palermo 8. ロドー公園 es:Parque Rodó 9. トレス・クルーセス Tres Cruces 10. ラ・コメルシアル La Comercial 11. ララニャーガ Larrañaga 12. ラ・ブランケアーダ La Blanqueada 13. Parque Batlle, Villa Dolores 14. ポシートス Pocitos 15. プンタ・カレータス Punta Carretas 16. ウニオン Unión 17. ブセオ Buceo 18. マルビン Malvín 19. マルビン・ノルテ Malvín Norte 20. ラス・カンテーラス Las Canteras 21. プンタ・ゴルダ Punta Gorda | 1. カラスコ（モンテビデオ） es:Carrasco (Montevideo) 2. カラスコ・ノルテ es:Carrasco Norte 3. バニャードス・デ・カラスコ es:Bañados de Carrasco 4. フロール・デ・マローニャス es:Flor de Maroñas 5. マローニャス es:Maroñas, es:Parque Guaraní 6. ビジャ・エスパニョーラ Villa Española 7. イトゥサインゴ Ituzaingó 8. カストロ・カステジャーノス es:Castro Castellanos (Pérez Castellanos) 9. メルカド・モデーロ es:Mercado Modelo, Bolívar 10. ブラソ・オリエンタル es:Brazo Oriental 11. ハシント・ベラ（モンテビデオ） Jacinto Vera 12. ラ・フィグリータ es:La Figurita 13. レドゥクト Reducto 14. カプーロ es:Capurro, Bella Vista, Arroyo Seco 15. プラド（モンテビデオ） (El) Prado, Nueva Savona 16. アタワルパ（モンテビデオ） Atahualpa 17. アイレス・プーロス es:Aires Puros 18. パソ・デ・ラス・ドゥラーナス es:Paso de las Duranas 19. ベルベデーレ Belvedere 20. ラ・テハ es:La Teja 21. トレス・オンブーエス es:Tres Ombúes, es:Pueblo Victoria | 1. ビジャ・デル・セーロ セーロ 2. カサボー es:Casabó, es:Pajas Blancas 3. ラ・パロマ(モンテビデオ) La Paloma, Tomkinson 4. パソ・デ・ラ・アレーナ es:Paso de la Arena 5. ヌエボ・パリス es:Nuevo París 6. コンシリアシオン Conciliación 7. サジャーゴ サシャゴ 8. ペニャロール(モンテビデオ) ラバジェーハ ペニャロール, Lavalleja, 40 Semanas 9. ビジャ・コロン (Villa) Colón Centro y Noroeste 10. レシカ es:Lezica, es:Melilla 11. ビジャ・コロン東南 (Villa) Colón Sudeste, es:Abayubá 12. マンガ（モンテビデオ） トレード・チコ Manga, es:Toledo Chico 13. カサバージェ es:Casavalle 14. セリート・デ・ラ・ビクトーリア es:Cerrito de la Victoria 15. ラス・アカシアス Las Acacias 16. ハルディーネス・デル・イポードロモ es:Jardines del Hipódromo 17. ピエドラス・ブランカス Piedras Blancas 18. マンガ（モンテビデオ） Manga 19. プンタ・デ・リエーレス ベージャ・イターリア es:Punta de Rieles, es:Bella Italia 20. ビジャ・ガルシーア Villa García, Manga |

## 人口
1860年、モンテビデオ市街の人口は57,913人だった。
2016年現在、モンテビデオ市街の人口は約1,349,000人であるが、モンテビデオ大都市圏全体では1,814,400人が住んでいることになる。モンテビデオ市民はヨーロッパ人の影響を特に強く受けており、イタリア系、スペイン系の家系が最も一般的だが、その一方でアフリカ系ウルグアイ人の家系やユダヤ人の共同体の存在も重要である。
モンテビデオにはおおまかに言って国民の約44%が居住しており、モンテビデオの郊外と言っても良いカネロネス県は約12%を占めている。

## 交通

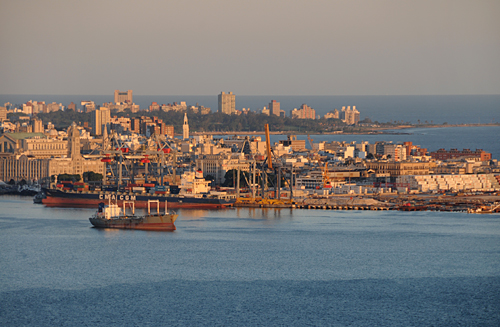
モンテビデオ港

地下鉄はなく、市民の足としては、もっぱらコレクティーボと呼ばれるバスとタクシーが使われている。
近隣諸国や国内各地への主な交通手段は、長距離バスや、ブケブス社によるラプラタ川を運航する船舶の他に、航空機が利用されており、近郊にあるカラスコ国際空港が使用されている。だが、同空港には長距離国際線がそれほど就航していないため、欧米など遠くに行く場合には隣国ブラジル・サンパウロにあるグアルーリョス国際空港、アルゼンチン・ブエノスアイレス郊外にあるエセイサ国際空港が利用されることも多い。
上記以外にも鉄道が国有のAFE（Administración de Ferrocarriles del Estado、ウルグアイ国鉄局）により運営され、日曜日を除き朝モンテビデオ周辺の町からモンテビデオへ向かい、夕方に再び周辺の町へ向かう形態のディーゼル動車による旅客列車が2路線に1往復運行されているが、同国での鉄道は貨物輸送が中心であり、モンテビデオ市内ではタンク貨車を連ねた貨物列車が目立つ。

## 教育
共和国大学などのウルグアイの主要教育機関が集中する。

## スポーツ

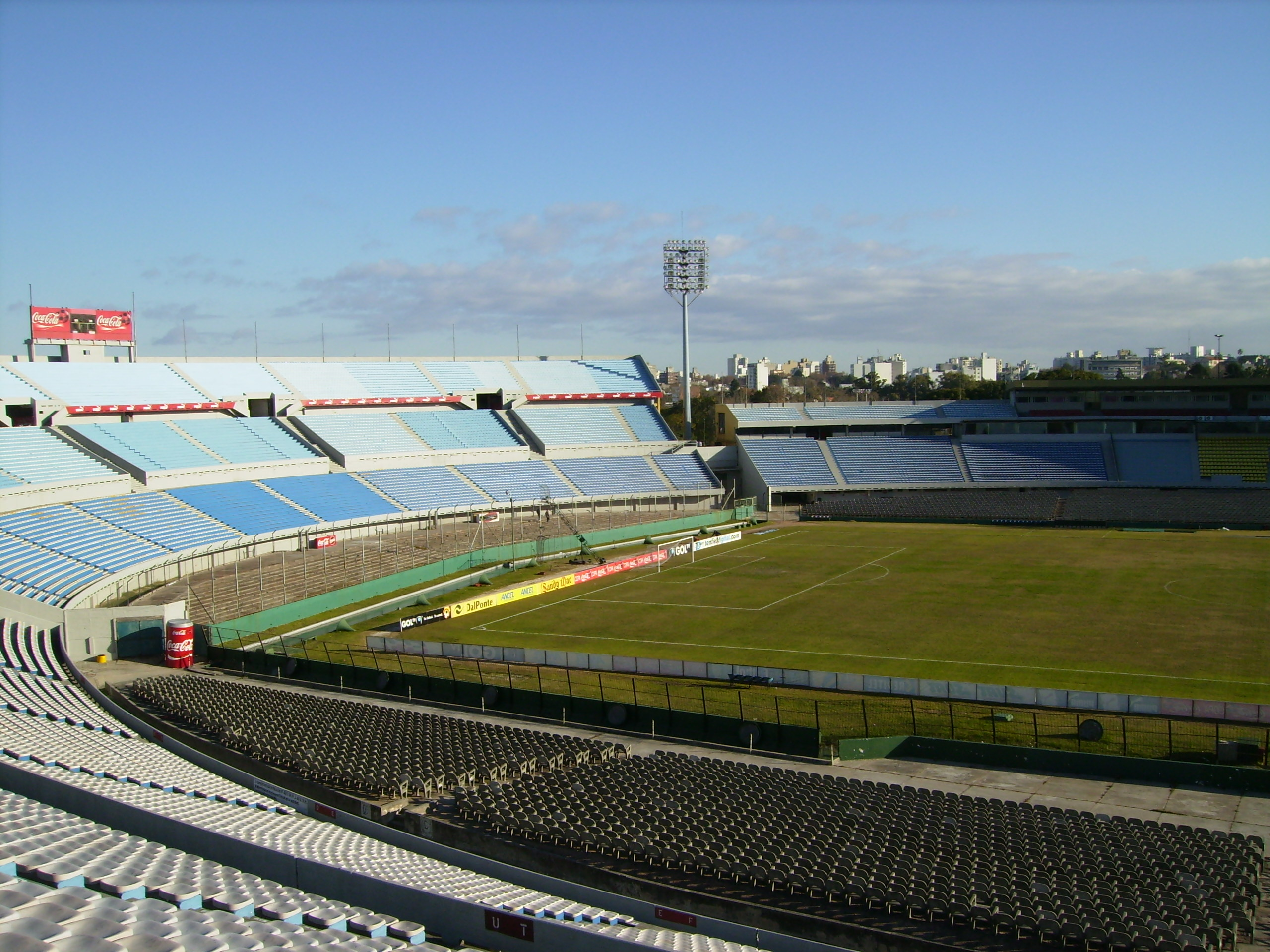
エスタディオ・センテナリオ

モンテビデオ市民にとって、最も親しみのあるスポーツはサッカーである。1930年にはエスタディオ・センテナリオで世界初のFIFAワールドカップが開催された。この1930 FIFAワールドカップでロス・チャルーアズ（ウルグアイ代表チームの愛称）は勝利を飾り、ウルグアイは初代優勝国となった。国内リーグにおいては、ペニャロール、ナシオナルなどのクラブチームが熱い戦いを繰り広げている。
その他、バスケットボールや競馬なども盛んである。

## 観光

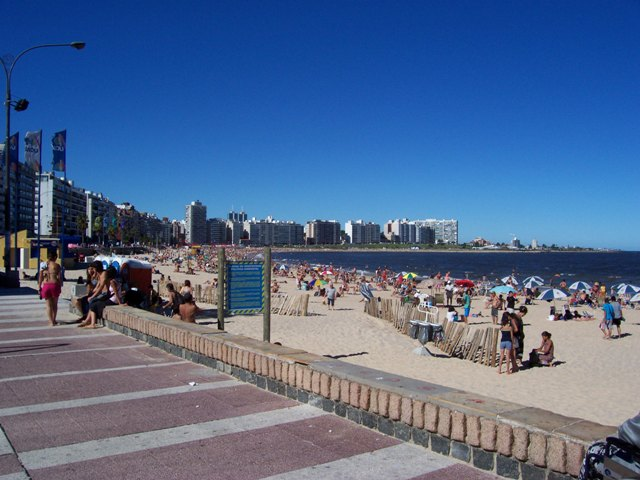
ポシトス

主にアルゼンチンとブラジルから観光客がやって来る。ポシトスや旧市街が観光地として有名である。
1月から2月にかけては、約1ヶ月にわたりカーニバルの期間となる。特に2月上旬（年により変動）に2日間にわたって行なわれるジャマーダス (Llamadas) では、数十組の打楽器奏者やダンサーがパレードを行い、モンテビデオは賑わいを見せる。

## 姉妹都市
| アフリカ アイウン、西サハラ (2009年12月13日) メリリャ、スペイン (2008年) アメリカ州 ベリッソ、アルゼンチン (2011年6月6日) ブエノスアイレス、アルゼンチン コルドバ、アルゼンチン フルリンガム、アルゼンチン ラ・プラタ、アルゼンチン マル・デル・プラタ、アルゼンチン ロサリオ、アルゼンチン (1998年6月1日) コチャバンバ、ボリビア コロイコ、ボリビア ラパス、ボリビア サンタ・クルス・デ・ラ・シエラ、ボリビア ブラジリア、ブラジル | クリチバ、ブラジル (1990年4月10日) リオデジャネイロ、ブラジル (1997年4月30日) サン・パウロ、ブラジル ボゴタ、コロンビア モンテビデオ、アメリカ マイアミ、アメリカ ケベック、カナダ ミシサガ、カナダ アジア 青島、中華人民共和国 蔚山広域、大韓民国 (2012年6月11日) ヨーロッパ バルセロナ、スペイン カディス、スペイン マドリード、スペイン サンクトペテルブルク、ロシア |